# خوان لگارتا
خوان لگارتا (انگلیسی: Juan Legarreta; ۸ ژوئیهٔ ۱۸۹۷ – ۲۲ نوامبر ۱۹۷۸) بازیکن فوتبال اهل شیلی بود.
وی همچنین در تیم‌های ملی فوتبال باسک و شیلی بازی کرده‌است.